# خور سيهات
خور سيهات أو خليج سيهات هو ممر بحري رئيسي يقع على الخليح العربي، بمدينة سيهات، شرق المملكة العربية السعودية. كان يسلك خور سيهات البّحارة قديماً للوصول إلى عرض البحر حيث يُعدّ معلماً من معالم المنطقة منذ القدم، وقد أبحر فيه التجار من الهند وإيران وتجار الخليج العربي لصلاحية نقله للسفن الكبيرة وتمكينهم من الوصول إلى سواحل المنطقة وما زال السكان حتى الآن يمخرون عبابه بقواربهم لصيد الأسماك.

## التسمية
يعتقد أن اسم خور سيهات عرف مع بداية قيام مدينة سيهات في القرن السابع الهجري تقريباً. ويذكر الرّواة أنه معروف منذ القدم ولم يطلق حديثاً، وإن جميع ملاحي البحر في منطقة القطيف يطلقون عليه اسم خور سيهات.

## الجغرافيا
يمتد خور سيهات من منطقة النجوة حتى ساحل سيهات بالقرب من مصائد الحضور ويتجه شمالاً محاذياً لمصائد الحضور لأهالي سيهات ثم يقترب من مصائد الحضور لأهالي عنك حتى يتلاقى مع خور ملك الذي يتجه غرباً نحو مدينة عنك والقطيف.

## التاريخ
عرف الملاحين ومعاصروهم أسرار ومسالك خور سيهات، حيث أن الخور مليء بصعوبات، منها الاصطدام بالصخور البحرية المنتشرة في مياه الخليج حيث أن بعضها بارز على سطح البحر خصوصاً عندما يكون الماء جزراً. ومن يتبع هذا الخور من منطقة النيوة متجه غرباً يتمكن من الوصول إلى شاطئ سيهات دون الاصطدام بصخور البحر، ولهذا سمي بخور سيهات. وقد أعطى هذا الخور مدينة سيهات موقعا بحرياً استراتيجياً منذ القدم، ولهذا يلاحظ أنه في نهاية الخور على بعد ميل منه بني البرج البحري القديم، الذي يطل على ممر الخور لما له من أهمية في الأمور الحربية والأمنية لهذه المدينة.